# Stabat Mater (bande dessinée)
Pour les articles homonymes, voir Stabat Mater (homonymie).
Stabat Mater est un album de bande dessinée.
- Scénario : Éric Omond
- Dessins et couleurs : Boris Beuzelin

## Synopsis
Le héros, âgé d'environ 30 ans, est incapable de ressentir quoi que ce soit d'humain -ni tristesse, ni joie, ni colère, absolument rien- ce pour quoi il décide d'entamer une carrière peu glorieuse de photographe au service de la police dans les affaires de meurtres, mais rien ne semble stimuler ses émotions, pas même la vision de cadavres décomposés ... jusqu'au jour où une sinistre enquête mène ses pas dans un quartier sordide, dans un théâtre délabré proposant un étrange spectacle.

## Publication

### Éditeurs
- Delcourt (Collection Sang Froid) : première édition  (ISBN 2-84789-715-1) (2005).